# Blankenfelde-Mahlow
Blankenfelde-Mahlow (/ˈblaŋkənˌfɛldən ˈmaːloː/) è un comune di 29 344 abitanti del Brandeburgo, in Germania.

Appartiene al circondario del Teltow-Fläming.

## Storia
Il comune di Blankenfelde-Mahlow venne creato nel 2003 dalla fusione dei comuni di Blankenfelde, Dahlewitz, Groß Kienitz e Mahlow.

## Società

### Evoluzione demografica
- Sviluppo della popolazione dal 1875 entro gli attuali confini (Linea Blu: Popolazione; Linea puntata: Confronto dello sviluppo della popolazione dello stato del Brandenburgo; Sfondo grigio: Ai tempi del governo nazista; Sfondo rosso: Al tempo del governo comunista)
- Sviluppo recente della popolazione (Linea blu) e previsioni

| Anno | Abitanti |
| ---- | -------- |
| 1875 | 1 895    |
| 1890 | 2 022    |
| 1910 | 2 646    |
| 1925 | 3 793    |
| 1939 | 12 850   |
| 1950 | 14 689   |
| 1964 | 14 431   |

| Anno | Abitanti |
| ---- | -------- |
| 1971 | 14 951   |
| 1981 | 14 561   |
| 1985 | 14 312   |
| 1990 | 14 600   |
| 1995 | 15 621   |
| 2000 | 21 307   |
| 2005 | 24 210   |

| Anno | Abitanti |
| ---- | -------- |
| 2010 | 25 718   |
| 2015 | 26 319   |
| 2016 | 26 914   |
| 2017 | 27 378   |
| 2018 | 27 837   |
| 2019 | 27 939   |
| 2020 | 28 606   |

Fonti dei dati sono nel dettaglio nelle Wikimedia Commons..

## Geografia antropica

### Suddivisioni amministrative
Il territorio comunale è diviso in 5 zone (Ortsteil):
- Blankenfelde
- Dahlewitz
- Groß Kienitz
- Jühnsdorf
- Mahlow, con la località:
  - Glasow

## Amministrazione

### Gemellaggi
Blankenfelde-Mahlow è gemellata con:
- Bad Ems, dal 1994
- Tószeg, dal 2005